# The Record
The Record è il primo album in studio del gruppo musicale hardcore punk statunitense Fear, pubblicato nel 1982 dalla Slash Records.

## Descrizione
I Don't Care About You è stata reinterpretata dai Guns N' Roses nell'album di cover The Spaghetti Incident?. I Love Livin in the City è presente nel videogame The Warriors e nella colonna sonora del film Fuori di cresta.

## Accoglienza
| Recensione        | Giudizio |
| ----------------- | -------- |
| AllMusic          | [ 6 ]    |
| Record Collector  | [ 7 ]    |
| The Village Voice | C+       |
| Piero Scaruffi    | 8/10     |

L'album viene ritenuto il disco migliore dei Fear e un classico della scena hardcore punk losangelina degli anni ottanta. Ha ricevuto recensioni per lo più positive, con Mark Deming di AllMusic che assegnò 4.5 stelle su 5 e scrisse: "ha senso che John Belushi fosse un grande fan dei Fear, perché The Record suona proprio come l'equivalente punk del film Animal House - puerile, offensivo, e spesso ignorante, ma divertente e spassoso". Egli aggiunse anche: «I Fear avevano una "prospettiva abbastanza unica: apparentemente hanno abbracciato il punk come un modo efficace per far incazzare tutti intorno a loro, e non c'è dubbio che abbiano raggiunto i loro obiettivi a pieni voti con il loro primo e migliore album, The Record». Mark Rigby di Record Collector lo definì "probabilmente il disco più emozionante e impressionante, unidimensionale, maleducato, disgustoso e odioso mai realizzato". Kurt Cobain lo inserì nella sua lista dei migliori 50 dischi di sempre.

## Tracce
1. Let's Have a War – 2:20
2. Beef Bologna – 1:47
3. Camarillo – 1:09
4. I Don't Care About You – 1:50
5. New York's Alright If You Like Saxophones – 2:08
6. Gimme Some Action – 1:00
7. Foreign Policy – 2:14
8. We Destroy the Family – 1:54
9. I Love Livin' in the City – 2:05
10. Disconnected – 2:07
11. We Gotta Get out of This Place – 2:38
12. Fresh Flesh – 1:44
13. Getting the Brush – 2:32
14. No More Nothing – 1:31

### Bonus track (CD)
1. Fuck Christmas - 0:45

## Formazione[12]
- Lee Ving - voce, chitarra, basso
- Philo Cramer - chitarra, voce d'accompagnamento
- Derf Scratch - basso, chitarra, sassofono, voce d'accompagnamento
- Spit Stix - batteria
- Fear - produttore
- Gary Lubow - produttore, ingegnere del suono
- Bruce Barris - ingegnere del suono
- Elizabeth Hale - design
- Eddy Schreyer - mastering